# Техногіганти

Логотипи «великої п'ятірки» технологічних компаній: Apple, Facebook, Google, Amazon і Microsoft

Техногіганти (англ. Big Tech) — термін, що використовують на позначення найбільших IT-компаній світу, найчастіше щодо Alphabet (Google), Amazon, Apple, Meta Platforms (колишній Facebook) і Microsoft, які також називають «Великою п'ятіркою». Загальновживаними акронімами є GAFAM або GAMAM (після перейменування Facebook на Meta). Значна частина повсякденного використання інтернету більшістю людей залежить від пристроїв, операційних систем, програмного забезпечення та/або онлайн-сервісів (а отже, часто й серверів) саме цих кількох компаній.
Усі п'ять компаній походять зі США й станом на 2021 рік після стрімкого зростання у 2010—2020 роках належали до шести найбільших компаній світу за ринковою капіталізацією (разом із Saudi Aramco; станом на 31 березня 2021 року). Згодом до цього списку приєдналася Nvidia; нині шість компаній належать до семи найбільших у світі (станом на 31 березня 2024 року). Ця тенденція продовжилася у 2024 році. Великі IT-компанії, що спеціалізуються на апаратному забезпеченні (наприклад, TSMC, Intel, Broadcom, Samsung), лише інколи зараховують до Big Tech.
Концепція назви «Big Tech» походить від додавання прикметника «big» до назви певної індустрії економіки — наприклад, «Big Tobacco», «Big Oil» чи «Big Pharma». Аналогічно, як і у випадку терміна «Big Tech», ці назви стосуються найбільших компаній, які домінують у своїй основній сфері. Вперше цей термін було використано у 2013 році. Зокрема, «Big Tech» як найменування найбільших технологічних компаній набуло популярності після розслідувань, пов'язаних із зовнішнім впливом на президентські вибори у США 2016 року, найгучнішою з яких стала справа Cambridge Analytica.

## Найбільші IT-компанії

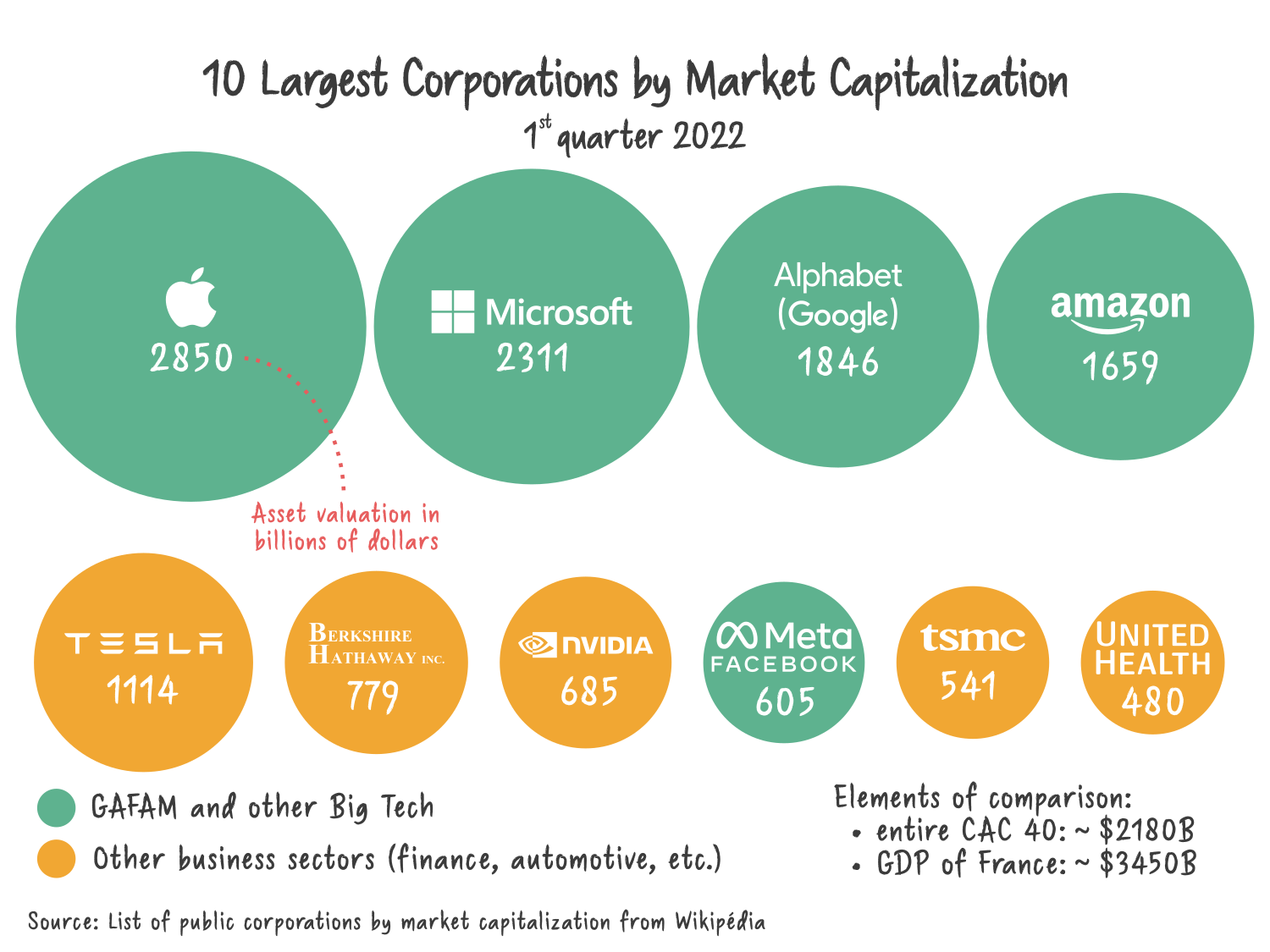
Корпорації з найбільшою ринковою капіталізацією (станом на перший квартал 2022 року). Зеленим кольором позначено компанії, що входять до групи GAFAM

### Alphabet (Google)
Alphabet є материнською компанією Google, а її рекламний сегмент становить 82 % річного доходу у світі. У січні 2020 року компанія досягла ринкової капіталізації в 1 трильйон доларів. Її флагманський продукт, пошукову систему Google, у 2024 році використовували 81,95 % інтернет-користувачів світу. Крім того, Alphabet володіє такими сервісами, як платформа для обміну відео (YouTube), онлайн-карти (Google Maps), поштовий сервіс (Gmail), офісний пакет (Google Drive та прив'язані сервіси, зокрема Google Docs). У 2024 році Alphabet заявив, що управляє 111 сервісами. За допомогою угод з Mozilla та Apple, відповідно до яких ці компанії були зобов'язані використовувати Google як пошукову систему за замовчуванням у своєму програмному забезпеченні, Alphabet змогла зберегти монополію над конкурентними пошуковими системами. Міністерство юстиції США також порівняло цю практику з діяльністю Microsoft, яка полягала у монополізації Internet Explorer на ринку браузерів.

### Amazon
Amazon є найбільшим інтернет-магазином, маркетплейсом й однією з найбільших компаній, що надають хостингові послуги (поряд із Google Cloud Platform та Microsoft Azure) у світі. Amazon Web Services (AWS) забезпечував 59 % загального доходу компанії у 2020 році. Окрім надання хостингових послуг зовнішнім клієнтам, AWS також підтримував внутрішню інфраструктуру Amazon, зокрема її логістичну систему, яка обробляє 2,5 мільярда посилок щорічно. Компанія також володіє голосовим синтезатором Alexa і смарт-динаміками Echo. У 2017 році Amazon мав 62 % світового ринку голосових асистентів, порівняно з 25 % у Google.
Вперше Amazon перевищив ринкову капіталізацію в 1 трильйон доларів у вересні 2018 року, але в квітні 2020 року цей показник знизився. Повторно цей поріг було подолано лише в травні 2023 року, а капіталізація в 2 трильйони доларів була досягнута в червні 2024 року.

### Meta Platforms (раніше Facebook)
Meta Platforms, відома до 2021 року як Facebook, керує соціальною мережею Facebook, месенджером Facebook Messenger, платформами Instagram та WhatsApp. У 2014 році компанія увійшла на ринок віртуальної реальності, придбавши компанію Oculus. Сам Facebook у третьому кварталі 2023 року зафіксував понад 3 мільярди активних користувачів щомісяця, тоді як загальна кількість користувачів усіх платформ, що належать материнській компанії, сягнула 3,96 мільярда. За цей же період дохід компанії становив 34,15 мільярда доларів.
Ринкова вартість Meta двічі перевищувала позначку в 1 трильйон доларів — у червні 2021 року та січні 2024 року. Проте її вартість змінювалася залежно від пов'язаних подій. Одним із таких випадків був скандал із Cambridge Analytica, який призвів до втрати Facebook 134 мільярдів доларів ринкової капіталізації лише за кілька днів; цю суму вдалося відновити 10 травня 2018 року. У лютому 2022 року компанія втратила 232 мільярди доларів ринкової вартості протягом лише однієї доби — цей випадок став одним із найшвидших падінь в історії, побивши рекорд Apple у вересні 2020 року. У жовтні 2022 року, вже під назвою Meta Platforms, компанія оцінювалася лише у 270 мільярдів доларів. Для повторного досягнення позначки в 1 трильйон доларів капіталізації Meta знадобилося близько 15 місяців.

### Apple
Apple відомий переважно своїми пристроями, такими як ноутбуки (MacBook Air і Pro), телефони (iPhone) та годинники (Apple Watch). У сфері мобільних операційних систем компанія фактично розділяє дуополію з Google — у другому кварталі 2024 року iOS був встановлений на 27,62 % усіх смартфонів, тоді як Android від Google використовувався на 71,65 % пристроїв. Apple також стала першою в історії компанією, яка перевищила ринкову капіталізацію в 1 трильйон доларів — це сталося в серпні 2018 року. Пороги у 2 та 3 трильйони доларів ринкової капіталізації були подолані відповідно в серпні 2020 року та січні 2022 року, хоча останній показник не вдалося зберегти до кінця торгового дня.
У січні 2023 року Apple зазнала помітного зниження ринкової вартості, впавши нижче 2 трильйонів доларів. Причиною стали затримки з постачанням нових партій iPhone 14 Pro через пандемічні обмеження, що діяли в Китаї. Ці втрати були відновлені наприкінці червня 2023 року, коли Apple знову перевищила ринкову капіталізацію в 3 трильйони доларів, цього разу утримавши її тривалий час.

### Microsoft
Microsoft зберігає домінуючу позицію на ринку операційних систем для комп'ютерів — у вересні 2024 року Windows був встановлений на понад 73 % комп'ютерів, тоді як macOS утримував частку 15,45 %, а Linux — 4,5 %. Крім того, популярністю користується офісний пакет Microsoft 365, який у 2021 році мав понад 50 мільйонів активних передплатників, а також програма для відеоконференцій Microsoft Teams, кількість активних користувачів якої у липні 2021 року оцінювалася у чверть мільярда.
У квітні 2019 року Microsoft досягла ринкової капіталізації в 1 трильйон доларів. У червні 2021 року капіталізація перевищила 2 трильйони доларів, а вже в жовтні того ж року Microsoft перевершила Apple за ринковою капіталізацією. У 2022 році вона знизилася до 1,78 трильйона доларів. У травні 2023 року капіталізація знову перевищила 2 трильйони доларів, а в січні 2024 року вперше подолала позначку в 3 трильйони доларів.

## Критика
За оцінкою The Globe and Mail, компанії Big Tech піддаються критиці з боку як лівих, так і правих політиків. Прогресивні діячі звинувачують їх у «надмірному отриманні прибутку та концентрації багатства», тоді як консерватори вбачають у них «ліберальну упередженість». The New York Times писала, що «ліві зазвичай стверджують, що компанії, такі як Facebook і Twitter, недостатньо активно викорінюють дезінформацію, екстремізм і ненависть на своїх платформах, тоді як праві наполягають, що технологічні компанії настільки перегинають палицю у прийнятті рішень щодо контенту, що пригнічують консервативні політичні погляди». Водночас, за даними The Hill, лібертаріанці виступають проти державного регулювання Big Tech, підтримуючи принципи вільного ринку.
Скотт Ґелловей стверджує, що компанії Big Tech «уникають сплати податків, порушують право на приватність і знищують робочі місця». Нікос Смірнайос описує Big Tech як олігополію, що домінує на ринку інформаційних технологій через свої антиконкурентні практики, дедалі зростаючу економічну владу та інтелектуальну власність. Смірнайос вважає, що така ситуація є наслідком дерегуляції, глобалізації та неспроможності політиків зрозуміти і відреагувати на технологічний прогрес. Він рекомендує розвивати академічний аналіз політичної економії інтернету для вивчення методів домінування, критику цих методів і стимулювання протидії цьому домінуванню.

### Олігополізація ринків і порушення приватності
Хоча компанії Big Tech відрізняються за типом бізнесу, критики звертають увагу на схожість їхніх ринкових підходів. Їх часто звинувачують у підриванні ринкової конкуренції через зловживання домінуючим становищем та агресивну політику злиттів і поглинань. Економічна потужність також дозволяє їм поглинати перспективні стартапи, що суттєво послаблює рівень конкуренції на ринку. GAFAM часто критикують за олігополістичне домінування над різними ключовими компонентами інтернету. Воно зумовлене, зокрема, мережевим ефектом, а також перевагами у зборі й обробці даних. Завдяки своїм величезним фінансовим ресурсам ці компанії можуть дозволити собі значно більшу обчислювальну потужність («штучний інтелект») і таким чином ефективніше тренувати свої алгоритми. Доступ до великих даних і здатність профілювання користувачів уможливлює значні прибутки від реклами, а також покращення та безкоштовне надання послуг, що створює бар'єри для появи нових конкурентів.
Крім того, володіння величезними масивами персональних даних своїх численних користувачів може ставити під загрозу особисту приватність. У цьому контексті американська дослідниця Шошана Зубофф розробила концепцію «стежачого капіталізму». Франклін Фор, журналіст видання The Atlantic, у своїй книзі «World without Mind: The Existential Threat of Big Tech» наголошує, що Google, Facebook, Apple та Amazon порушують закони, спрямовані на захист інтелектуальної власності та приватності: «це не шлях до свободи та процвітання, а до повної автоматизації та уніфікації нашого соціального, політичного та інтелектуального життя».

### Бездіяльність щодо дезінформації
Після втручання Росії у вибори президента США 2016 року Facebook зазнав критики за неспроможність стримувати дезінформацію. У скандалі з витоком даних Facebook і Cambridge Analytica користувачів Facebook націлювали на політичну пропаганду, використовуючи їхню онлайн-активність, яку Facebook відстежував і передавав без згоди. У 2019 році Сенатський комітет з питань розвідки розкритикував Facebook і Twitter за неспроможність зупинити поширення неправдивої інформації. У відповідь на критику за їхню реакцію на дезінформацію під час виборів 2016 року компанії Big Tech почали активніше боротися з фейковими акаунтами та тролінгом.
Під час пандемії COVID-19 великі технологічні компанії також критикували за поширення неправдивої інформації про COVID-19. Члени Палати представників США Френк Паллоне, Майк Дойл і Джен Шаковскі заявили: «Саморегулювання індустрії зазнало невдачі. Ми повинні почати змінювати стимули, які змушують соціальні мережі дозволяти і навіть просувати дезінформацію». Президент Джо Байден також критикував Facebook за толерування антивакцинної пропаганди. Імран Ахмед, генеральний директор Центру протидії цифровій ненависті, зазначив: «Поки вони не вживають заходів, люди втрачають життя». У відповідь на критику компанії Big Tech видалили численні акаунти в соціальних мережах і заборонили рекламу, пов'язану з поширенням неправдивої інформації про здоров'я. Організація Human Rights Watch розкритикувала Big Tech, насамперед Facebook, за поширення дезінформації в країнах, що розвиваються.

### Вплив на довкілля
У звіті 2022 року, підготовленому організаціями Грінпіс та Stand.earth, зазначено, що до 2030 року споживання енергії, пов'язане з розвитком технологічного сектора, зросте на 60 %. Це також призведе до збільшення викидів парникових газів, оскільки електроенергія здебільшого виробляється з використанням викопного палива. За даними Грінпісу, компанії Apple, Google та Microsoft заявили про перехід на відновлювані джерела енергії, що було частково реалізовано. Однак у звіті зазначено, що станом на рік його публікації жодна з цих компаній не досягла повного переходу на відновлювану енергію на етапах виробництва. У 2022 році найбільші технологічні компанії відповідали за 4 % глобальних викидів парникових газів.
У 2023 році компанії Google та Microsoft спожили по 23 терават-години електроенергії кожна, що перевищує річне енергоспоживання таких країн, як Ісландія, Гана, Домінікана, Туніс (по 19 ТВт·год) та Йорданія (20 ТВт·год). Розвиток великих мовних моделей, таких як Google Gemini або GPT, які лежать в основі ChatGPT і Bing AI, спричинить різке зростання енергоспоживання у 2027 році до 85–134 ТВт·год на рік.

## Антимонопольні заходи
Побоювання щодо монополістичних практик призвели до антимонопольних розслідувань проти компаній Big Tech з боку регуляторних органів США та Європейського Союзу. Ці розслідування викликали занепокоєння щодо Big Tech у таких питаннях, як приватність, ринкова влада, свобода слова, національна безпека та правоохоронна діяльність. У 2019 році Джон Нотон написав у газеті The Guardian: «Майже неможливо функціонувати без п'яти найбільших технологічних гігантів».

### Сполучені Штати Америки
Згідно з антимонопольним законодавством США, стандарт добробуту споживачів передбачає, що великі компанії не є автоматично шкідливими. Антимонопольне регулювання спрямоване здебільшого на запобігання шкоді для споживачів. Деякі аналітики вважають, що інновації Big Tech приносять користь споживачам. Генеральні директори Big Tech постійно виступають проти антимонопольного регулювання. Антимонопольні розслідування Big Tech розпочалися наприкінці 1990-х років, і перша велика справа відбулася у 2001 році, коли уряд США звинуватив Microsoft у незаконному утриманні монопольної позиції на ринку персональних комп'ютерів.
Microsoft встановлював юридичні та технічні обмеження, щоб завадити користувачам і виробникам ПК видаляти Internet Explorer та використовувати Netscape або Java. Окружний суд визнав дії Microsoft монополізацією відповідно до антитрестівського акту Шермана, а Апеляційний суд США для округу Колумбія підтвердив більшість рішень окружного суду. Міністерство юстиції США оголосило 6 вересня 2001 року, що не вимагатиме розділення Microsoft, а натомість наполягатиме на м'якшому покаранні, якщо Microsoft погодиться поділитися своїми API з третіми сторонами та дозволить трьом експертам доступ до своїх систем, записів і вихідного коду протягом п'яти років. 1 листопада 2002 року суддя Коллар-Котеллі затвердив більшість пропонованих умов угоди, а 30 червня 2004 року апеляційний суд США одноголосно схвалив угоду.
Наприкінці 2010-х років Big Tech стали об'єктами розслідувань Міністерства юстиції США та Федеральної торгової комісії (FTC) щодо антиконкурентних злиттів і поглинань. Деякі кандидати на посаду президента від Демократичної партії пропонували розділити Big Tech або регулювати їх як громадські послуги. Голова FTC Джозеф Сімонс зазначив: «Роль технологій в економіці та в нашому житті стає дедалі важливішою… Як я вже зазначав раніше, нам необхідно ретельно досліджувати технологічні ринки, щоб споживачі могли отримувати вигоди від вільної та чесної конкуренції». У 2017 році Елізабет Воррен розкритикувала Big Tech за надання безкоштовних послуг для підтримання популярності серед конкурентів. У червні 2020 року Антитрестовий підкомітет судової палати США з комерційного та адміністративного права розпочав розслідування щодо Big Tech, а в січні 2021 року опублікував звіт, у якому зроблено висновок, що Amazon, Apple, Google і Meta діяли антиконкурентно.
24 червня 2021 року Антитрестовий підкомітет судової палати США з комерційного та адміністративного права провів слухання щодо запропонованих регуляцій для Big Tech. Праміла Джаяпал представила HR 3825, Закон про припинення платформних монополій, який був схвалений комітетом. Законопроєкт пропонував заборонити власникам платформ продавати товари та послуги на своїх платформах. Наприклад, у 2010 році Amazon спробував придбати Diapers.com. Коли Diapers.com відхилив пропозицію, Amazon почав продавати підгузки за збитковими цінами. Зіткнувшись із фінансовими втратами, Diapers.com погодився продати компанію Amazon, навіть попри те, що Walmart пропонував більшу суму. Комітет заявив, що причиною монополій Big Tech є стандарт добробуту споживачів — юридична доктрина, згідно з якою дії корпорацій вважаються законними, якщо вони приносять користь споживачам. Голова FTC Ліна Хан у своїй публікації «Amazon's Antitrust Paradox» висловила іншу думку.
9 липня 2021 року президент Джо Байден підписав виконавчий наказ 14036 «Сприяння конкуренції в американській економіці», який передбачав широкий спектр ініціатив у межах виконавчої влади. Наказ запровадив політику ретельного розгляду злиттів за участю компаній Big Tech, особливо придбання нових перспективних технологій великими компаніями в менших конкурентів. Крім того, наказ зобов'язав FTC розробити правила щодо використання Big Tech даних для просування власних послуг. У червні 2024 року Міністерство юстиції США та Федеральна торгова комісія розпочали розслідування проти Microsoft, Nvidia та OpenAI щодо їхнього домінування у сфері штучного інтелекту. У серпні 2024 року суддя Аміт Мехта з окружного суду округу Колумбія постановив, що Google утримував монополію в сфері онлайн-пошуку та текстової реклами, порушуючи Розділ 2 антитрестівського акту Шермана.

### Європейський Союз

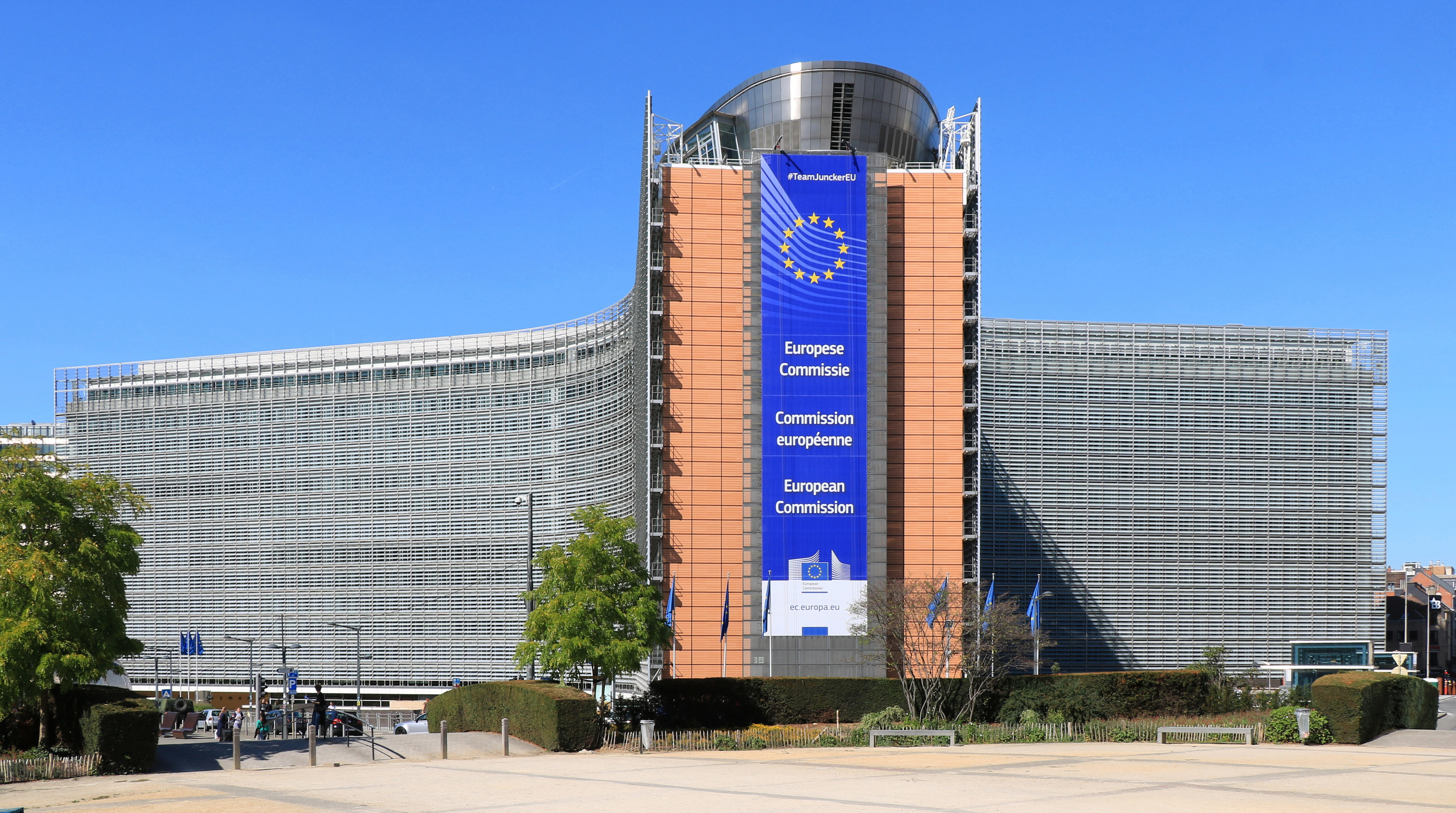
Європейська комісія, яка наклала санкції на кількох високотехнологічних гігантів

У червні 2020 року Європейський Союз розпочав два розслідування проти Apple. Перше стосувалося можливого використання домінування на ринку для придушення конкуренції в галузі стримінгу музики та книг. Друге розслідування було зосереджено на Apple Pay, де Apple обмежує використання NFC-технології в iPhone фінансовими установами, включаючи банки.
За словами єврокомісара з питань конкуренції Маргрете Вестагер, штрафи недостатньо ефективні для стримування антиконкурентних практик. Вестагер заявила: «Штрафи не виконують своєї ролі. Це лише покарання за незаконну поведінку в минулому. Що важливо, це змусити змінити поведінку в майбутньому й припинити порушення».
У вересні 2021 року США та Європейський Союз почали переговори щодо спільного підходу до регулювання Big Tech. У березні 2022 року Європейський парламент ухвалив Акт про цифрові ринки (DMA), який обмежує збір даних європейських користувачів, вимагає забезпечення сумісності соціальних мереж і дозволяє альтернативні магазини застосунків та платіжні системи для смартфонів Apple і Google. У квітні 2022 року було ухвалено Акт про цифрові послуги (DSA), який зобов’язує технологічні компанії видаляти мову ворожнечі та контент, пов’язаний із сексуальним насильством над дітьми, а також забороняє рекламу, націлену на гендер, расу, релігію та дитячий вік. Обидва закони набули чинності в липні 2022 року. У вересні 2023 року ЄС визнав компанії Alphabet, Amazon, Apple, ByteDance, Meta та Microsoft «гейткіперами» за DMA і зобов’язав їх дотримуватися нових правил до березня 2024 року. 24 червня 2024 року ЄС звинуватив Apple у порушенні DMA, що може призвести до значного штрафу. Остаточне рішення очікується до березня 2025 року. ЄС також розслідує нові умови та збори Apple для розробників застосунків, критикуючи обмеження компанії та управління функціями ШІ у ЄС.